# Hrkovce
Hrkovce (in ungherese Gyerk) è un comune della Slovacchia facente parte del distretto di Levice, nella regione di Nitra.